# モニストロル＝ダリエ
モニストロル＝ダリエ （Monistrol-d'Allier）は、フランス、オーヴェルニュ＝ローヌ＝アルプ地域圏、オート＝ロワール県のコミューン。

## 地理
玄武岩からなる2つの渓谷の間、急な両面にモニストロル＝ダリエは肩を寄せ合っている。

## 歴史
1905年12月9日の、教会と国家の分離に関する法律施行で、教会資産の接収がされることになって、中央高地の一部では、少数の保守主義者たちやカトリック支持者の多い地域で抵抗運動が起きた。
1906年2月7日、シャンペルの村において、ノートルダム・デストゥール礼拝堂の目録の接収が行われた。棒や熊手を手にし、一部は鉄棒で武装したおよそ150人のデモ参加者たちは、3人の警官たちが守る記録機に群がった。記録者は群集に痛めつけられ、警官が応戦して参加者のうちから4人の軽傷者が出た。

## 人口統計
| 1962年 | 1968年 | 1975年 | 1982年 | 1990年 | 1999年 | 2006年 | 2012年 |
| ------ | ------ | ------ | ------ | ------ | ------ | ------ | ------ |
| 557    | 490    | 395    | 340    | 312    | 256    | 219    | 213    |

source=1999年までLdh/EHESS/Cassini、2004年以降INSEE

## 文化
モニストロルには教会、長老会教会、そしてかつてラ・シェーズ＝デュー修道院に属していた古いロマネスク様式の小修道院がある。
フランスのサンティアゴ・デ・コンポステーラの巡礼路の一部である、ポディエンシス街道がコミューンを通過する。
標高967mのロシュギュドという土地は、かつてヴレ地方とジェヴォーダン地方との間の辺境地帯を守る要塞があった場所である。塔を所有したのは周辺の有力家系であった。

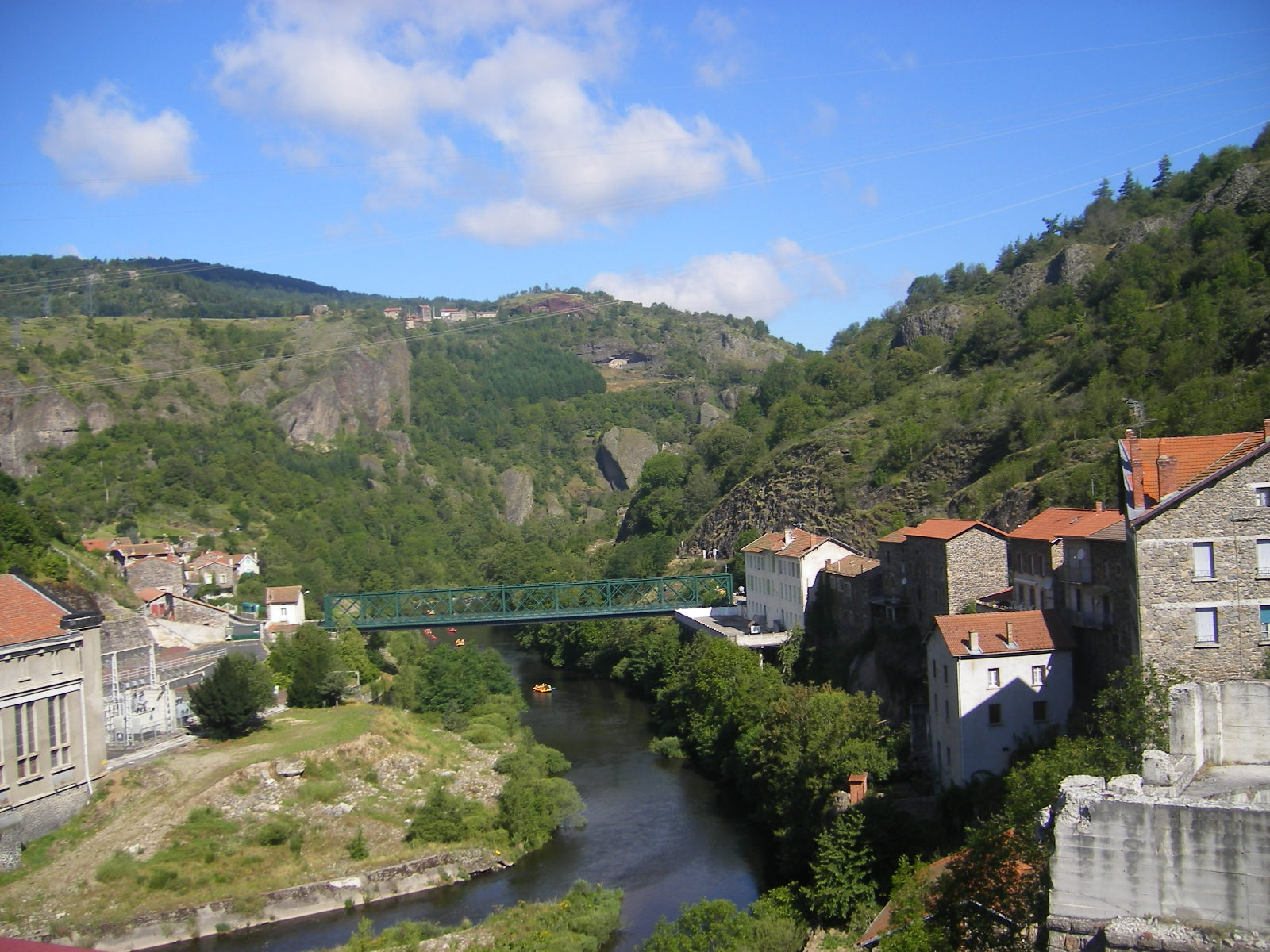
アリエ川が渓谷の中を流れる
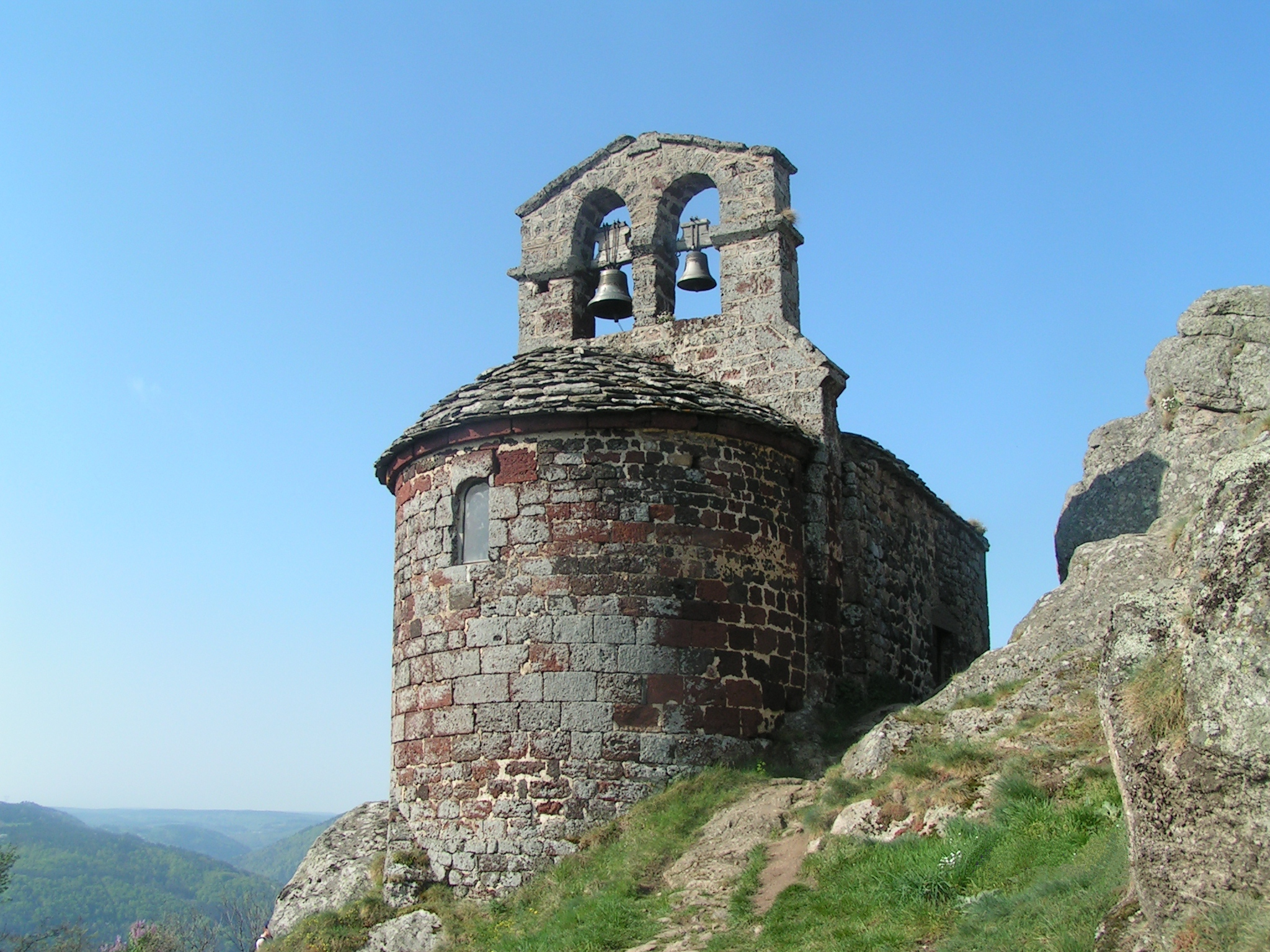
ロシュギュド
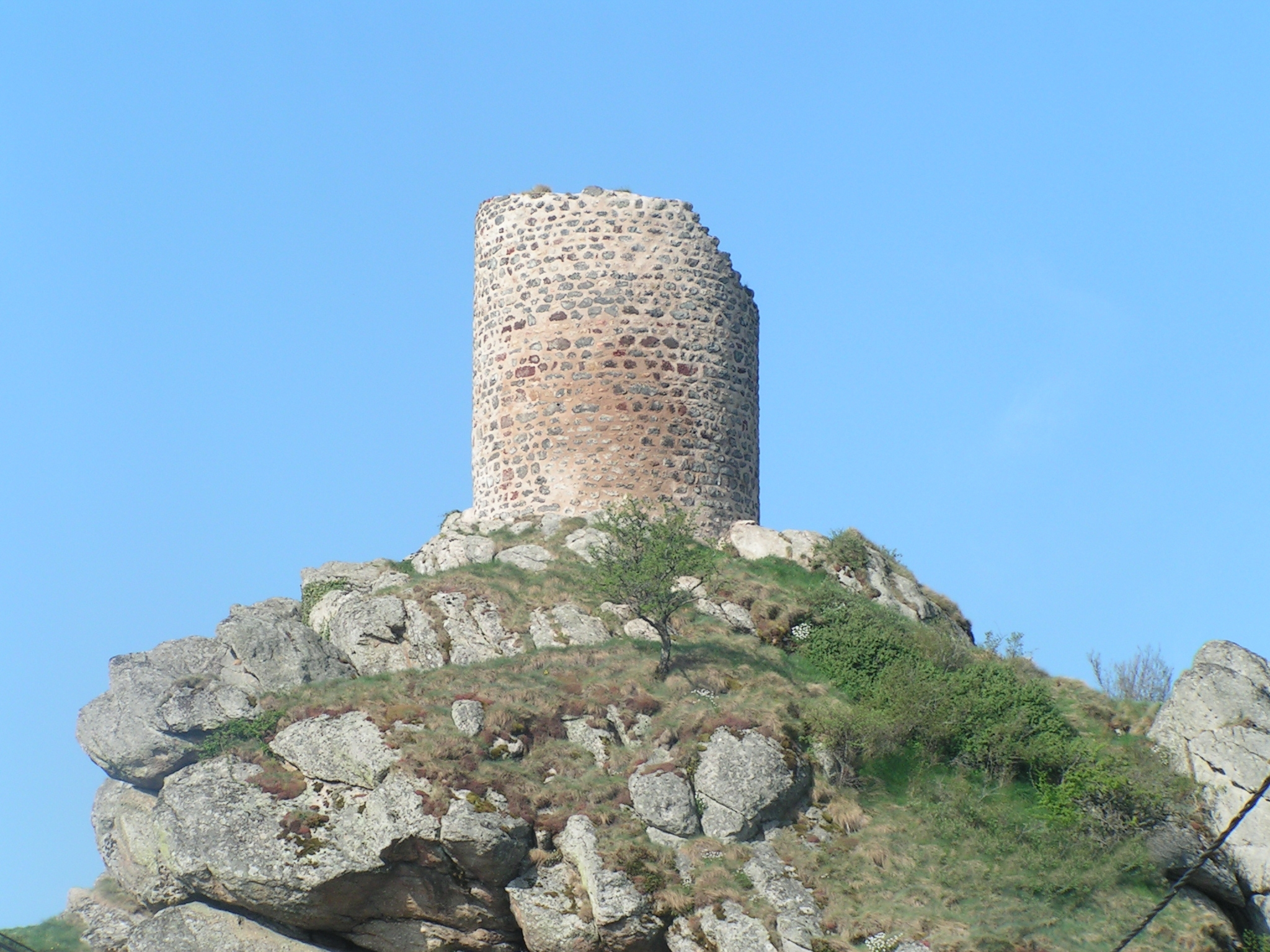
ロシュギュド
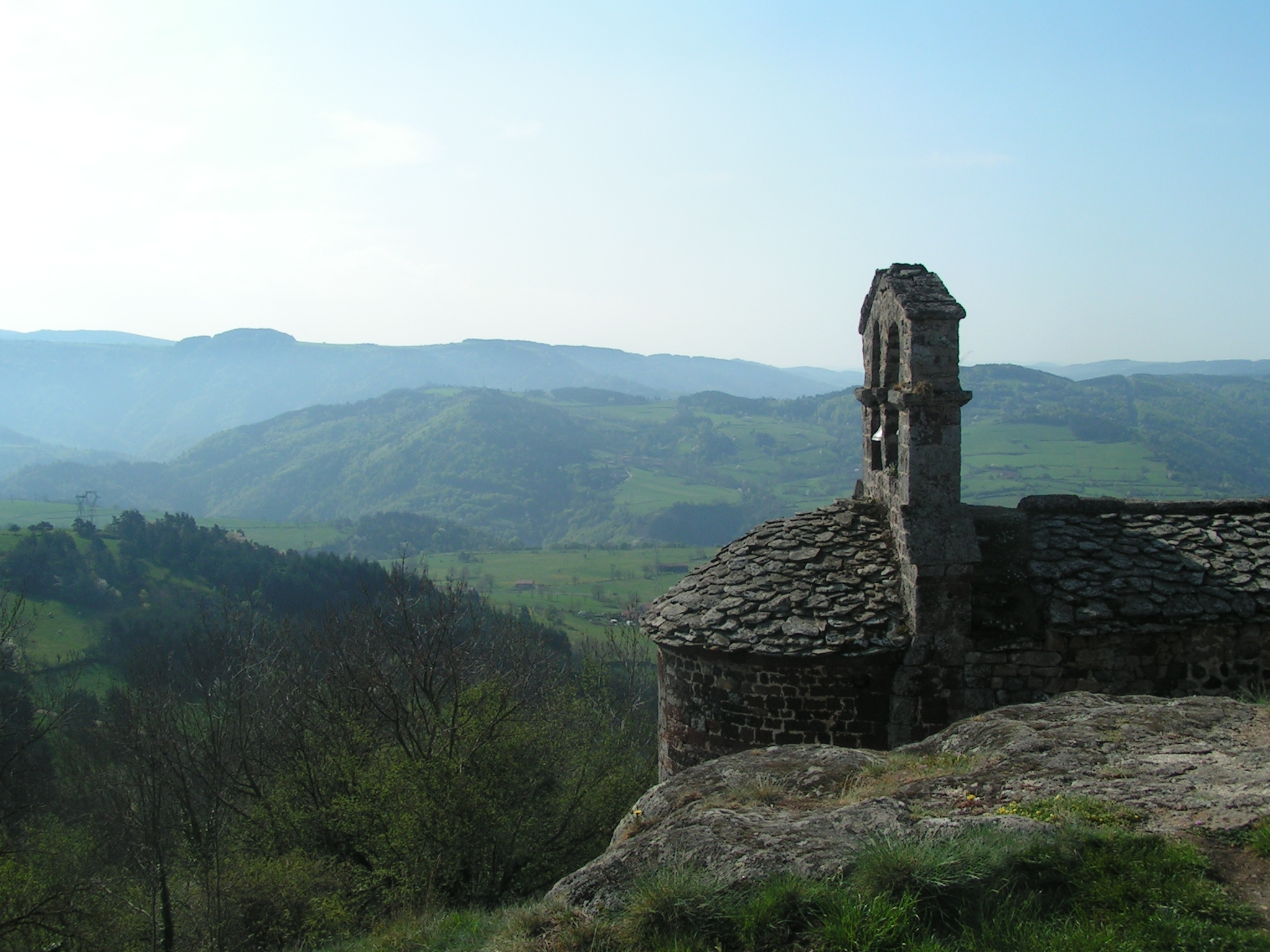
ロシュギュド